# Zorzines candida
Zorzines candida là một loài bướm đêm trong họ Noctuidae.